# Физика элементарных частиц
Фи́зика элемента́рных части́ц (ФЭЧ), часто называемая также субъядерной физикой — раздел физики, изучающий структуру и свойства элементарных частиц и их взаимодействия.

## Теоретическая ФЭЧ
Теоретическая ФЭЧ строит теоретические модели для объяснения данных, полученных в действующих экспериментах, получения предсказаний для будущих экспериментов и разработки математического инструментария для проведения исследований такого рода. На сегодняшний день основным орудием в теоретической физике элементарных частиц является квантовая теория поля. В рамках этой теоретической схемы любая элементарная частица рассматривается как квант возбуждения определённого квантового поля. Для каждого типа частиц вводится собственное поле. Квантовые поля взаимодействуют, в этом случае их кванты могут превращаться друг в друга.
На сегодняшний день основным инструментом создания новых моделей в ФЭЧ является построение новых лагранжианов. Лагранжиан состоит из динамической части, которая описывает динамику свободного квантового поля (не взаимодействующего с другими полями), и частью, описывающей либо самодействие поля, либо взаимодействие с другими полями. Если полный лагранжиан динамической системы известен, то, согласно лагранжеву формализму КТП, можно выписать уравнения движения (эволюции) системы полей и пытаться решить эту систему.
Главным результатом современной теоретической ФЭЧ является построение Стандартной модели физики элементарных частиц. Данная модель базируется на идее калибровочных взаимодействий полей и механизме спонтанного нарушения калибровочной симметрии (механизм Хиггса). За последние пару десятков лет её предсказания были многократно перепроверены в экспериментах, и в настоящее время она — единственная физическая теория, адекватно описывающая устройство нашего мира вплоть до расстояний порядка 10−18 м. Всего модель описывает 61 частицу.
Перед физиками, работающими в области теоретической ФЭЧ, стоят две основные задачи: создание новых моделей для описания экспериментов и доведение предсказаний этих моделей (в том числе и Стандартной модели) до экспериментально проверяемых величин. Второй задачей занимается феноменология элементарных частиц.

## Концепция взаимодействия в ФЭЧ
Взаимодействие частиц в ФЭЧ принципиально отличается от взаимодействия объектов в других областях физики. Классическая механика изучает движение тел, которые, в принципе, могут друг с другом взаимодействовать. Однако механизмы этого взаимодействия в классической механике не уточняются. В противоположность этому, ФЭЧ уделяет одинаковое внимание как самим частицам, так и процессу их взаимодействия. Связано это с тем, что в ФЭЧ удаётся описать электромагнитное, сильное и слабое взаимодействие как обмен виртуальными частицами. Важным постулатом в таком описании явилось требование симметрии нашего мира относительно калибровочных преобразований.
Равноправие частиц и их взаимодействий красивым образом проявляется в суперсимметричных теориях, в которых постулируется существование в нашем мире ещё одной скрытой симметрии: суперсимметрии. Можно сказать, что при преобразовании суперсимметрии частицы превращаются во взаимодействия, а взаимодействия — в частицы.
Уже отсюда видна исключительная фундаментальность ФЭЧ — в ней делается попытка понять многие свойства нашего мира, которые до этого (в других разделах физики) принимались лишь как данность.

## Экспериментальная ФЭЧ
Экспериментальная физика элементарных частиц делится на два больших класса: ускорительную и неускорительную.
Ускорительная ФЭЧ — это разгон долгоживущих элементарных частиц в (ускорителе) до высоких энергий и столкновение их друг с другом или с неподвижной мишенью. В процессе такого столкновения удаётся получить очень высокую концентрацию энергии в микроскопическом объёме, что приводит к рождению новых, обычно нестабильных, частиц. Изучая характеристики таких реакций (количество рождённых частиц того или иного сорта, зависимость этого количества от энергии, типа, поляризации исходных частиц, от угла вылета и т. д.), можно восстановить внутреннюю структуру исходных частиц, их свойства, то, как они взаимодействуют друг с другом.
Неускорительная ФЭЧ — это процесс «пассивного наблюдения» за нашим миром. В неускорительных экспериментах исследуются элементарные частицы естественного происхождения. Типичные неускорительные эксперименты — наблюдение за нейтрино в так называемых нейтринных телескопах, поиск распада протона, безнейтринного двойного бета-распада и прочих крайне редких событий в большом объёме вещества, эксперименты с космическими лучами.

## Нерешённые проблемы физики элементарных частиц
В современной физике элементарных частиц специалисты выделяют ряд нерешённых проблем.
Экспериментально установленное явление нейтринных осцилляций указывает на неполноту Стандартной модели. Кроме того, имеются отдельные экспериментальные свидетельства того, что имеется разница в амплитуде осцилляций нейтрино и антинейтрино.
Астрофизические и космологические исследования указывают на существование физики за пределами Стандартной модели. Так, наблюдательным фактом является барионная асимметрия Вселенной, в то время как в Стандартной модели барионное число является константой. Другим фактом является наличие в космосе так называемой скрытой массы, которая обычно объясняется существованием тёмной материи неизвестной современной физике природы. И наконец, необъяснимым в рамках современной физики является факт ускоренного расширения Вселенной, который обычно связывают с так называемой тёмной энергией.
Отдельно стоит так называемая проблема калибровочной иерархии, заключающаяся в том, что характерные энергетические масштабы сильного (200 МэВ) и электрослабого (256 ГэВ) взаимодействий на много порядков ниже масштаба гравитационного взаимодействия (1019 ГэВ), а также предполагаемых масштаба Большого объединения взаимодействий (1016 ГэВ) и масштаба, связанного с CP-сохранением в сильных взаимодействиях (1014 ГэВ). Актуальными являются вопросы природы такой иерархии, причин её устойчивости и наличия большой «пустыни» между двумя группами масштабов.
Ещё одна иерархическая проблема связана с фермионными массами. В рамках Стандартной модели все фермионные поля (лептоны и кварки) образуют три поколения. При этом массы поколений отличаются во много раз, хотя остальные свойства частиц разных поколений не отличаются. Объяснение такой иерархии и составляет одну из проблем современной физики.
Имеются также теоретические трудности в описании адронов. В частности, для понимания природы конфайнмента требуется привлечение непертурбативных методов квантовой хромодинамики.

## Физика за пределами Стандартной модели
Физика за пределами Стандартной модели (иначе называемая Новая физика) относится к теоретическим разработкам, которые необходимы, чтобы объяснить недостатки Стандартной модели, такие как происхождение массы, сильная CP-проблема, нейтринные осцилляции, асимметрия материи и антиматерии, происхождение тёмной материи и тёмной энергии. Другая проблема заключается в математических основах самой Стандартной модели — Стандартная модель не согласуется с общей теорией относительности в том смысле, что одна или обе теории распадаются в своих описаниях на более мелкие при определённых условиях (например, в рамках известных сингулярностей пространства-времени, таких как Большой взрыв и горизонты событий чёрных дыр).
Теории, которые лежат за пределами Стандартной модели, включают в себя различные расширения Стандартной модели через суперсимметрию, такие как Минимальная суперсимметричная стандартная модель и Следующая за минимальной суперсимметричная стандартная модель, либо совершенно новые объяснения, такие как теория струн, M-теория и дополнительные измерения. Поскольку эти теории, как правило, полностью согласуются с текущими наблюдаемыми явлениями или не доведены до состояния конкретных предсказаний, вопрос о том, какая теория является правильной (или по крайней мере «лучшим шагом» к Теории всего), может быть решён только с помощью экспериментов. В настоящее время это одна из наиболее активных областей исследований как в теоретической, так и в экспериментальной физике.